# هولغر ميخائيل
هولغر ميخائيل (بالألمانية: Holger Michael)‏ هو دبلوماسي ألماني، ولد في 1954.